# Balneario Vichy Catalán
El Hotel Balneario Vichy Catalán es un establecimiento hotelero y de baños termales ubicado en Caldas de Malavella, Gerona, España. El edificio forma parte del Inventario del Patrimonio Arquitectónico de Cataluña.

## Instalaciones
El Hotel Balneario dispone de 86 habitaciones, 2 Junior Suites, un centro termal y spa, restaurante, capilla privada, salas de convenciones, gimnasio y pista de pádel, piscina exterior climatizada y jardín de 20 000 metros cuadrados.

## Arquitectura
Se trata de un ejemplo de arquitectura neomudéjar, estilo historicista característico en otros balnearios españoles, como rememoración de los baños árabes medievales; es el caso del Balneario de Lanjarón, el de San Lucas, en Mula, o los Baños Orientales, del barrio de la Barceloneta en Barcelona.
Dos ejes en ángulo recto configuran el edificio. El eje principal, de dos pisos, queda enmarcado por una torre en cada uno de sus ángulos. De este eje principal destaca el cuerpo central, con dos torres con azoteas balaustradas, que flanquean una entrada con arco elíptico y escalinata. Las aberturas de este eje tienen arco árabe y están pintados con colores que recuerdan a la Alhambra de Granada.
En la fachada norte hay una galería cubierta en arco de herradura y columnas. Un cuerpo central avanzado, a modo de lonja en el segundo piso, da la bienvenida a los visitantes con la inscripción «Balneari Vichy Catalan». Junto a esta entrada se ubica una fuente que rememora la de los Leones de la Alhambra de Granada.
Anexo al balneario hay una capilla de estilo modernista, dedicada a San José y San Esteban, que da a un patio interior.

## Historia
El Hotel Balneario Vichy Catalán explota las aguas de un manantial históricamente conocido «Puig de les Ànimes», que ya aprovecharon en la Antigüedad unas termas romanas. El balneario actual es un proyecto iniciado por el médico naturista Modest Furest y Roca, quien ejercía la medicina en Gerona y pueblos aledaños. En los años 1870, durante una estancia en Caldas de Malavella, descubrió los efectos que provocaban en el ganado las aguas del manantial del cerro «Puig de les Ànimes». Estudioso de la hidroterapia, mandó analizar dichas aguas, que resultaron ser especialmente ricas en sales y en carbonato. Constatadas las virtudes terapéuticas, en 1881 adquirió el manantial y los terrenos adyacentes, con el objetivo de construir un gran balneario, inspirado en los existentes en ciudades europeas como Vichy. Las aguas fueron declaradas de utilidad pública mediante Real Orden de 5 de marzo de 1883. Para dar a conocer sus aguas, en los años siguientes el doctor Furest recorrió las principales exposiciones nacionales e internacionales, donde recibió importantes reconocimientos, entre los que destacan la Medalla de Oro obtenida en la Exposición Universal de Barcelona (1888) y la Medalla Honorífica en la Exposición Universal de París (1889). 
En 1889 se puso en marcha una planta de embotellado para distribuir y comercializar las aguas medicinales. En 1890 registró la marca «El Vichy Catalán», con la que bautizó también el manantial. La primera sección del hotel balneario se inauguró el 12 de junio de 1898, junto a la planta embotelladora.
Para hacer frente a las grandes inversiones que requería su proyecto, Modest Furest buscó socios capitalistas. Encontró a un grupo de inversores enriquecidos en Cuba: Bonaventura Blay Milà, Josep Ferrer Torralbas, Josep Serradell Amich y Josep Vias Camps; con ellos, Furest fundó la Sociedad Anónima Vichy Catalán, el 16 de junio de 1900. Un año más tarde se incorporaron a la sociedad otros dos indianos: Antoni Serra Ferret y Esteban Divi. 
Uno de los primeros proyectos de la nueva sociedad fue la ampliación del balneario, bajo la dirección del arquitecto Cayetano Buigas. A partir de 1901 las obras fueron continuadas por Manuel Almeda. El 8 de enero de 1902 se celebró la fiesta inaugural del primer piso. Las obras de construcción finalizaron en 1904, con la bendición de la nueva capilla.
Durante la Guerra Civil Española la sociedad anónima Vichy Catalán fue incautada y el balneario se convirtió en hospital militar para soldados republicanos. Durante la Segunda Guerra Mundial, el hotel balneario acogió a refugiados del bando aliado, supervivientes de un barco naufragados en la Costa Brava y, tras la caída de Benito Mussolini, en 1943, el gobierno franquista lo usó para alojar a fascistas italianos.
Entre 2001 y 2003 las instalaciones se ampliaron con la construcción de un nuevo edificio de destinado a banquetes, convenciones y reuniones de empresa.
En el 2004 el Hotel Balneario Vichy Catalán obtuvo el certificado de la norma de calidad UNE EN ISO 9001:2000 en alojamiento y restauración.